# Districtul Mae La Noi
Mae La Noi (în thailandeză แม่ลาน้อย) este un district (Amphoe) din provincia Mae Hong Son, Thailanda, cu o populație de 34.126 de locuitori și o suprafață de 1.456,6 km².

## Componență
Districtul este subdivizat în eight subdistricte (tambon), care sunt subdivizate în 69 de sate (muban).
| Nr. | Nume            | În thailandeză | Sate | Locuitori |  |
| --- | --------------- | -------------- | ---- | --------- |  |
| 1.  | Mae La Noi      | แม่ลาน้อย        | 15   | 8,674     |  |
| 2.  | Mae La Luang    | แม่ลาหลวง       | 9    | 5,140     |  |
| 3.  | Tha Pha Pum     | ท่าผาปุ้ม         | 8    | 4,052     |  |
| 4.  | Mae Tho         | แม่โถ           | 8    | 3,456     |  |
| 5.  | Huai Hom        | ห้วยห้อม         | 9    | 4,346     |  |
| 6.  | Mae Na Chang    | แม่นาจาง        | 7    | 3,094     |  |
| 7.  | Santi Khiri     | สันติคีรี          | 8    | 2,669     |  |
| 8.  | Khun Mae La Noi | ขุนแม่ลาน้อย      | 5    | 2,695     |  |